# Lista de planetários
| Planetário                                   | Localidade                  | Inauguração                      | Link |
| -------------------------------------------- | --------------------------- | -------------------------------- | ---- |
| Eise Eisinga Planetarium                     | Países Baixos, Waadhoeke    | 1781 (243–244 anos)              | Link |
| Planetário de Hamburgo                       | Alemanha, Hamburgo          | 1930 (94–95 anos)                | Link |
| Planetário do Pará "Sebastião Sodré da Gama" | Brasil, Belém               | 30 de setembro de 1999           | Link |
| Planetário de Belo Horizonte                 | Brasil, Belo Horizonte      | 2010 (14–15 anos)                | Link |
| Planetário da UFSM                           | Brasil, Santa Maria         | 14 de dezembro de 1971 (53 anos) |      |
| Planetário Professor Aristóteles Orsini      | Brasil, São Paulo           | 1957 (67–68 anos)                | ???? |
| Planetário do Carmo                          | Brasil, São Paulo           | 2005 (19–20 anos)                | ???? |
| Planetário do Taquaral                       | Brasil, Campinas            | 1987 (37–38 anos)                | ???? |
| Planetário Professor José Baptista Pereira   | Brasil, Porto Alegre        | 1972 (52–53 anos)                | Link |
| Planetário da Universidade Federal de Goiás  | Brasil, Goiânia             | 23 de outubro de 1970 (54 anos)  | Link |
| Planetário Digital de Anápolis               | Brasil, Anápolis            | 30 de janeiro de 2014            | Link |
| Planetário da Fundação Espaço Cultural       | Brasil, João Pessoa         | 18 de junho de 1982 (42 anos)    | Link |
| Planetário Adler                             | Estados Unidos, Chicago     | 1930 (94–95 anos)                | Link |
| Planetário Hayden                            | Estados Unidos, Nova Iorque | ????                             | Link |
| Planetário de Madri                          | Espanha, Madri              | ????                             | Link |
| Cité de l´espace                             | França, Paris               | ????                             | Link |
| Planetário Calouste Gulbenkian               | Portugal, Lisboa            | 1965 (59–60 anos)                | Link |
| Planetário do Porto                          | Portugal, Porto             | 1998 (26–27 anos)                | Link |
| Planetário de Espinho                        | Portugal, Espinho           | 2000 (24–25 anos)                | Link |
| Planetário de Moscou                         | Rússia, Moscou              | 1929 (95–96 anos)                | Link |